# Anta Grande do Zambujeiro

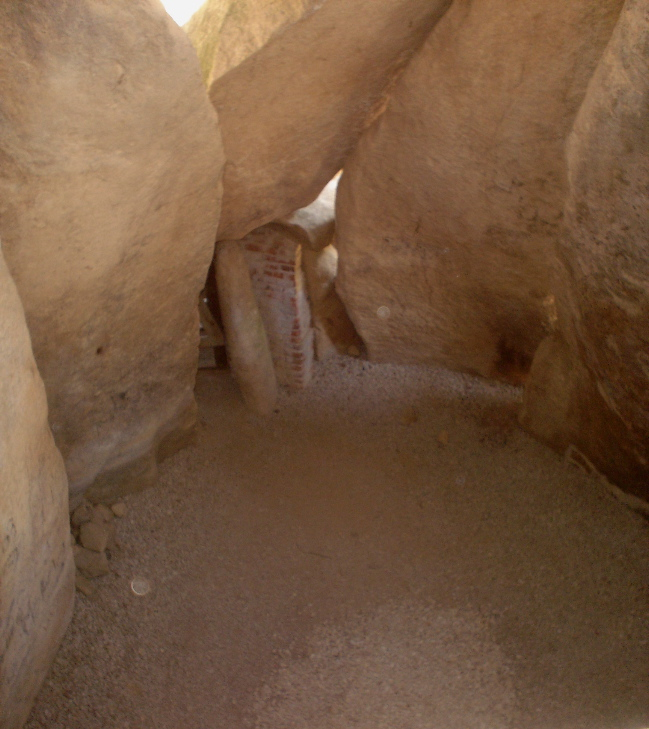
De kamer van het hunebed

Anta Grande do Zambujeiro is een megalithisch monument gelegen ten zuidwesten van de Portugese stad Évora. Het is een van de grootste hunebedden op het Iberisch schiereiland. Het werd gebouwd tussen circa 4000 v.Chr. en 3500 v.Chr. Het werd gebruikt als begraafplaats en wellicht ook voor religieuze doeleinden. 
Het hunebed werd oorspronkelijk afgedekt door een 7 meter brede steen. De kamer heeft een gang die 12 meter lang is, 1.5 m breed en 2 meter hoog. De ingang werd afgesloten door een grote, versierde menhir, die nu op de grond ligt. Een groot aantal artefacten, gevonden tijdens opgravingen, worden bewaard in het museum van Évora. 
Het hunebed werd in 1964 ontdekt en in 1971 tot nationaal monument verklaard door de Portugese overheid.